# پوینبرگ
پوینبرگ (به آلمانی: Poyenberg) یک شهر در آلمان است که در اشتاینبورگ واقع شده‌است. پوینبرگ ۴۲۵ نفر جمعیت دارد.